# ایگور گابیلوندو
ایگور گابیلوندو (اسپانیایی: Igor Gabilondo‎؛ زادهٔ ۱۰ فوریهٔ ۱۹۷۹) بازیکن فوتبال اهل اسپانیا است.
از باشگاه‌هایی که در آن بازی کرده‌است می‌توان به باشگاه فوتبال اتلتیک بیلبائو و باشگاه فوتبال رئال سوسیداد اشاره کرد.